# Spaghetti
Spaghettien, der er pasta formet som lange, tynde tråde, kommer fra Kina, hvor den blev opfundet omkring 2000 f.Kr. På det tidspunkt blev det lavet af to slags hirse, i den form vi i dag kender som nudler. Hveden – som spaghettien i dag er fremstillet af – kom først til Kina 1000 år efter.
De fleste forbinder spaghetti med Italien, men kineserne har dog altid hævdet at Marco Polo tog spisen med fra Kina.
Mange omtaler også tynde pastarør som spaghetti eller eventuelt rørspaghetti, men det mest korrekte i Danmark er stadigvæk det italienske låneord makaroni.

## Etymologi
Spaghetti er plural af det italienske ord spaghetto, hvilket er afledt af ordet spago som betyder "tynd streng".